# Îlot Saint-Michel (Côtes-d'Armor)
Pour les articles homonymes, voir Îlot Saint-Michel, Îlot Saint-Michel (lac de Serre-Ponçon) et Saint-Michel.
L'îlot Saint-Michel est un îlot côtier de la Manche, situé sur la commune d'Erquy, dans le département français des Côtes-d'Armor, dans le nord-est de la Bretagne. Il fait face à la plage de la station balnéaire de Sables-d'Or-Les-Pins depuis laquelle il est accessible à pied à marée basse par un tombolo. Une chapelle est érigée à son sommet.

## Légende locale
D'après une légende, une malle contenant des lingots en or avait été cachée, il y a très longtemps, sur l’îlot. Personne ne la trouva jusqu'à ce qu'une tempête l'emporte au fond de l'eau. L'or se transforma en poussière et se mêla au sable de la plage voisine ; c'est le "sable doré" de cette plage qui a donné son nom à la station balnéaire.

## Chapelle
La chapelle Saint-Michel de Rochecoul, dite chapelle de la Roche-au-Nay ou chapelle des Hôpitaux, a été construite, en 1880-1881, au sommet de l'îlot d'après les plans de Jules Morvan, architecte de Saint-Brieuc qui a réalisé de nombreux  édifices religieux dans le département. Elle remplace une chapelle du XIIIe siècle, propriété de l’abbaye cistercienne de Saint-Aubin-des-Bois, l'abbaye possédant des pêcheries autour de l'îlot (on trouve une première mention de cette chapelle dans le testament d'une riche propriétaire en 1249). Depuis le Moyen Âge, l'îlot Saint-Michel a vu plusieurs édifices de dévotions ou de festivités,.
La chapelle actuelle est de style néogothique avec un plan rectangulaire en moellons de grès rose extraits de la carrière de la Fosse Eyrand à Erquy. Son toit est en bâtière et son clocheton est surmonté d’une statue de saint Michel terrassant un ange déchu. 
Pendant la Seconde Guerre mondiale, le minage des dunes par les Allemands rend l'accès à la chapelle impossible. Laissée à l'abandon après guerre, le mobilier, la porte et la statue de saint Michel disparurent. Une tempête en 1987 fit tomber le clocheton surmonté d'une statue de saint Michel, brisant une de ses ailes. Au début des années 2000, l'association des Amis de la chapelle Saint-Michel permet sa rénovation avec une nouvelle porte en fer forgé, de nouveaux vitraux et à l'intérieur une statue polychrome de saint Michel.  
Après avoir été un lieu de culte et de pardon, la chapelle Saint-Michel est aujourd’hui un but de visite. 
Un pardon s'y déroule encore le  6 août et un pèlerinage le 29 septembre, jour de la Saint-Michel.

## Photos

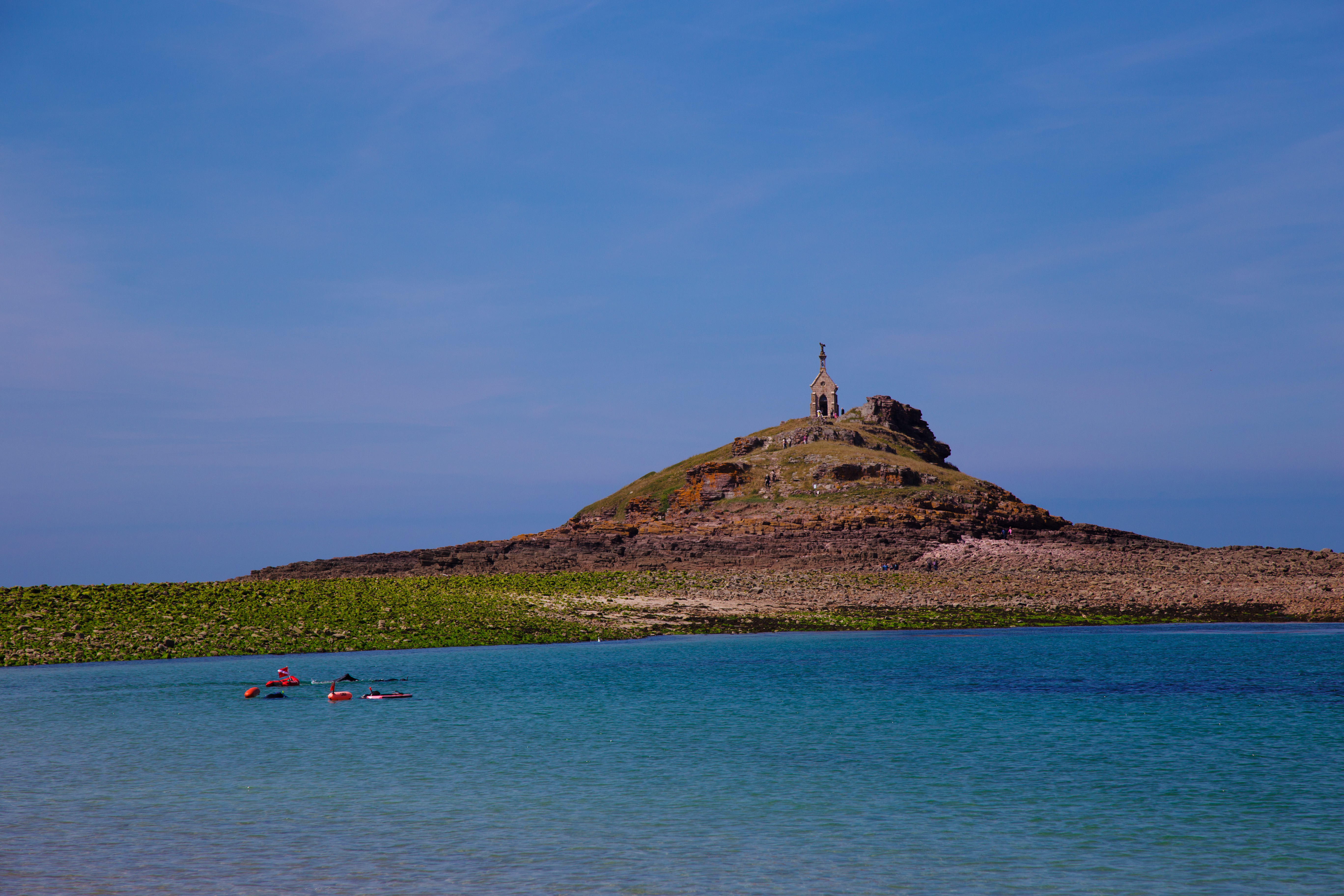
L'îlot Saint-Michel
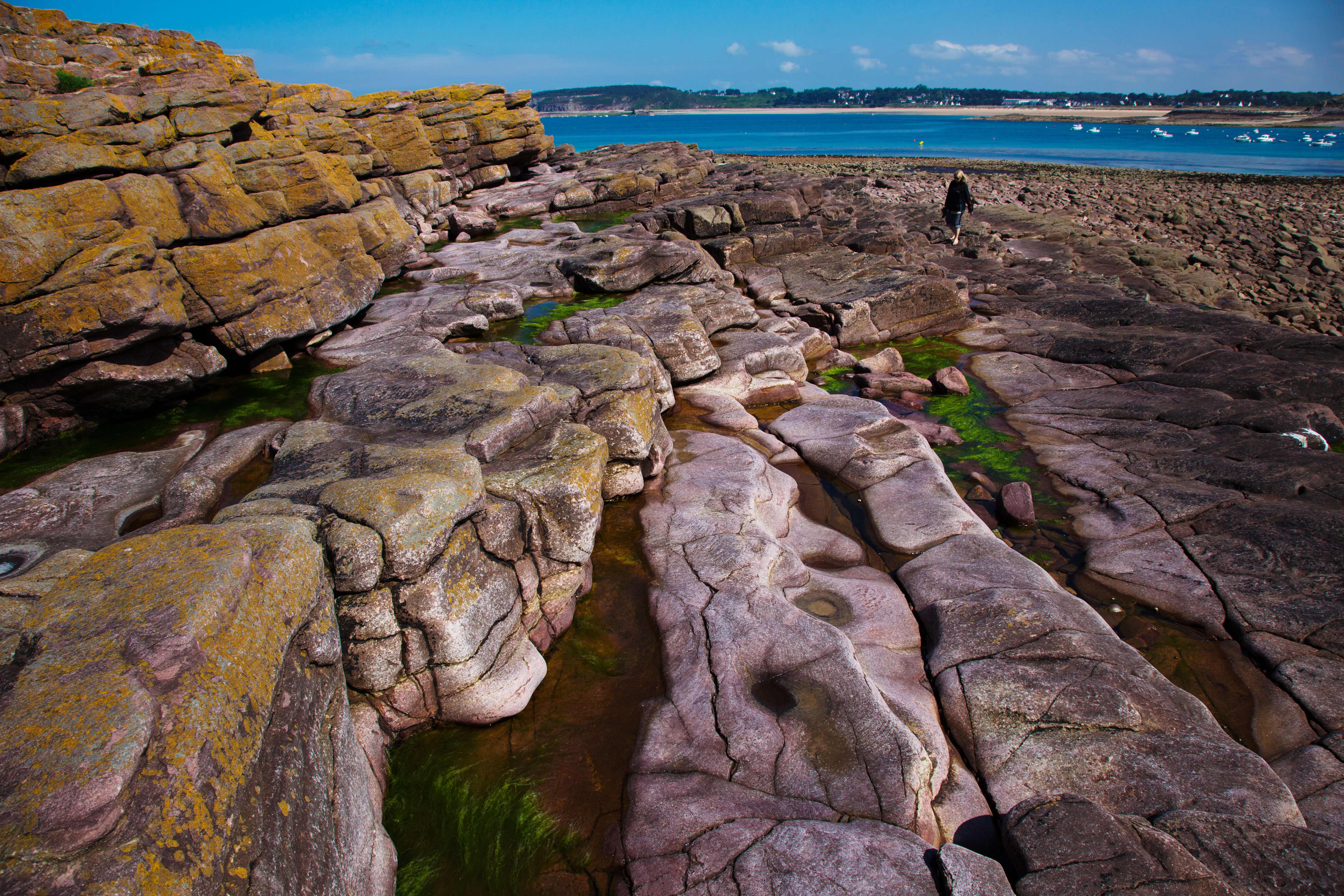
Rochers de grès rose et lichens orange
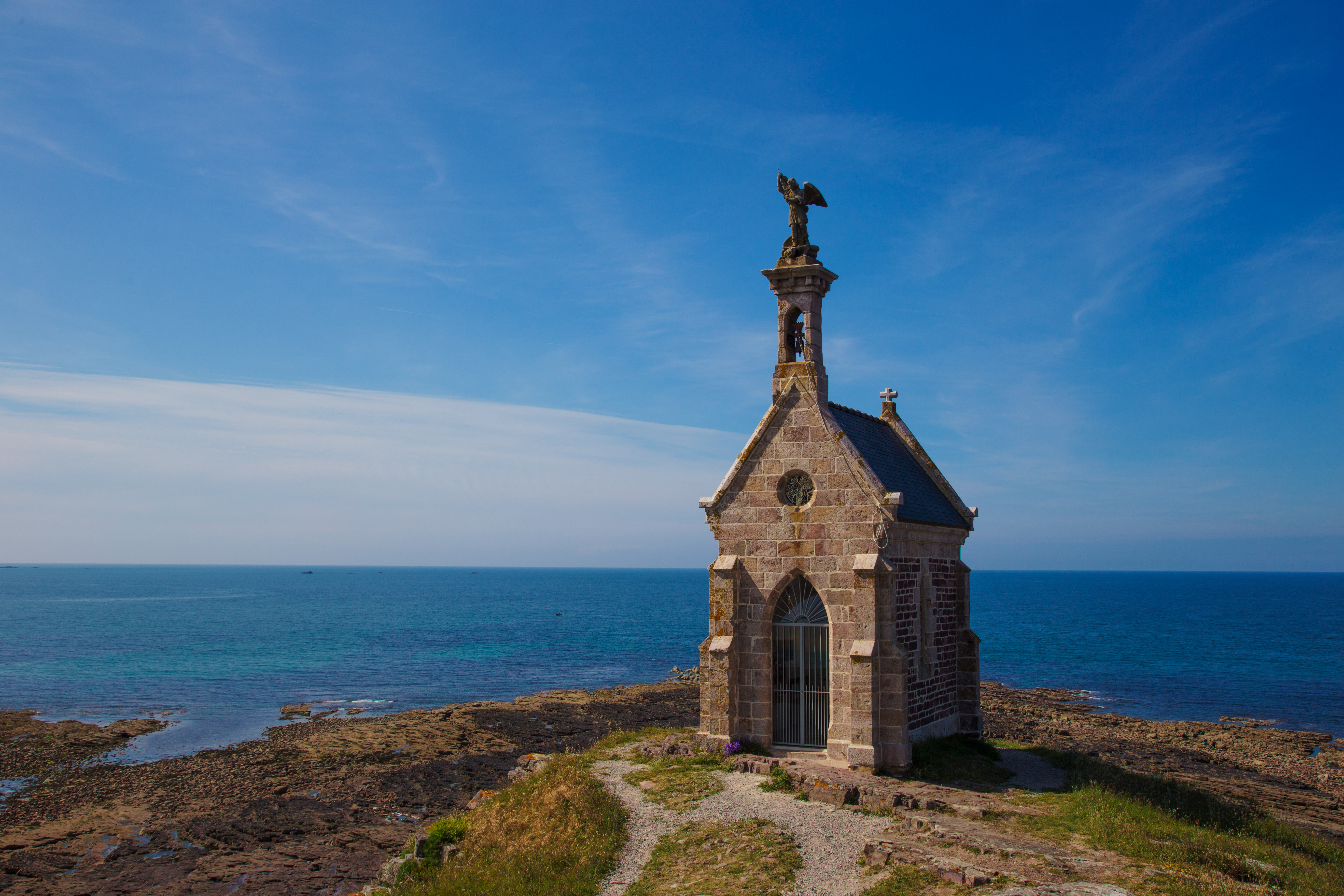
La chapelle